# جوني رودريغيز (لاعب كرة قدم)
جوني رودريغيز (بالإنجليزية: Johnny Rodriguez)‏ هو لاعب كرة قدم أمريكي، ولد في 13 يونيو 1998 في ماديرا في الولايات المتحدة.

## وصلات خارجية
- جوني رودريغيز (لاعب كرة قدم) على موقع قاعدة بيانات كرة القدم.إي يو (الإنجليزية)
- جوني رودريغيز (لاعب كرة قدم) على موقع Soccerway.com (الإنجليزية)